# Anette Sagen
Anette Sagen, född 10 januari 1985, är en tidigare norsk backhoppare från Mosjøen. Hon tävlade för Remma Idrettslag i Vefsn.

## Karriär
Anette Sagen debuterade internationellt i European Youth Olympic Festival i Vuokatti i Finland där hon vann en bronsmedalj efter guldvinnaren Daniela Iraschko, Österrike och Helena Olsson Smeby, Sverige. I Planica i Slovenien 2003 vann hon guld i en juniortävling före Ulrike Grässler, Tyskland.
Anette Sagen har tävlat på seniornivå sedan 2003, och vann damernas backhoppning i Holmenkollen 2004 och 2005. Hon har vunnit den totala Kontinentalcupen ("damernas världscup" fram till att den "riktiga" världscupen för damer startade säsongen 2011/12) 5 gånger i rad. Hon har ocskå vunnit FIS Ladies Grand Prix 3 gånger (2003, 2004 och 2008). Säsongen 2011/2012 startade världscupen för kvinnor. Den allra första deltävlingen i världscupen för damer gick av stapeln januari 2011 i Lillehammer. Tävlingen vanns av Sarah Hendrickson, USA. Annette Sagen blev nummer 8.

## Strid med FIS
Junior-VM i backhoppning för flickor infördes officiellt år 2006. Vid junior-VM i Stryn i 2004 vann 
Anette Sagen flickklassen, men hon fick ingen medalj och Norges  nationalsång spelades heller inte eftersom flickklassen inte hade officiell status.
Annete Sagen fick 2004 uppmärksamhet då hon och Helena Olsson Smeby nekades att hoppa K 185 i Vikersund, trots framgångsrika resultat. Debatten handlade om kvinnliga backhoppare ansågs vara skickliga nog att hoppa i dessa backar. Torbjørn Yggeseth, ordförande för det internationella skidförbundet, ledde motståndet mot hennes deltagande. Snart utvecklades en diskussion över kvinnors rättigheter i sportens värld.

## Öppningen av nya Holmenkollen 2010
Efter både en omröstning på Facebook där över 40 000 röstade på Anette Sagen och avgörande från Oslo kommun var det Anette Sagen som fick äran att bli den första officiella hopparen i den nybyggda Holmenkollbacken. Hoppet skulle ske 3 mars 2010. Hon sade till pressen "Detta är självklart väldigt stort för mig. Det är en ära att få öppna Holmenkollen. Det är ju inte vilken backe som helst, det är ju Norges stolthet". Klubben Kollenhopp valde dock att i hemlighet arrangera provhoppning kvällen innan. På det sättet blev Bjørn Einar Romøren den allra första hopparen i den nya backen. Det väckte ont blod och Espen Bredesen var en av dem som starkt kritiserade provhoppningen.

## Meriter

### Continental Cup
- Continental Cup-mästare: 2004/2005, 2005/2006, 2006/2007, 2007/2008 och 2008/2009
  - Tredjeplats 2009/2010
  - 43 deltävlingsvinster, 24 andraplatser och 19 tredjeplatser

### Världsmästerskap
- 2009: Bronsmedalj - individuellt, normalbacke

## Nationella mästerskap
- 2 guld Lillehammer 2003 (normalbacken och stora backen)
- Guld Oslo 2004 (stora backen)
- 2 guld Lillehammer 2005 (normalbacken och stora backen)
- Guld Oslo 2006 (stora backen)
- Guld Heddal (normalbacken)
- Guld Molde 2007 (normalbacken)
- Guld Trondheim 2008 (stora backen)
- Guld Vikersund 2009 (mellanbacke)
- Guld Botne 2010 (mellanbacke)
- Guld Vikersund 2010 (normalbacke)
- Silver Bardu 2004 (normalbacke)
- 3 NM-guld på plast